# 菊井徹平
菊井 徹平（きくい てっぺい、1978年12月13日 - ）は、日本のプロボクサー。神奈川県小田原市出身。元日本スーパーフライ級王者。コーエイ工業小田原ボクシングジム所属選手としてプロデビュー、2000年より花形ボクシングジム所属。2009年8月よりリングネームをサラリーマン 徹平と改めた。

## 来歴
小学6年生の時にコーエイ工業小田原に入門。花形ジムでは星野敬太郎の弟弟子であった（世界王者時代のスパーリングパートナーを務めたこともある）と共に、星野が料理長を務めていた上大岡のとんかつ店でも星野の部下だった。ただし現在はいずれも退職している。
1997年4月13日、ライトフライ級でコーエイ工業小田原所属でプロデビュー。4R判定で勝利した。
1998年9月28日、東日本ライトフライ級新人王決定戦準決勝で、大和田智士（北澤）に4R判定で敗れ7連勝でストップ。
1998年12月3日、フライ級に階級を上げ濱口健一郎（ビクトリー）と戦うも6RTKOで敗れ、初の連敗およびKO負け。
2002年7月29日、2000年に花形ジムに移籍し後のOPBF東洋太平洋ライトフライ級王者升田貴久とスーパーフライ級へ階級を上げ戦い10R判定で勝利した。
2002年12月10日、後のWBCフライ級王者内藤大助と戦い10R判定負けで連敗。
2003年4月29日、ジャラットセーン・シンマナサック（タイ）と階級を上げバンタム級で戦い3RKOで勝利。
2003年11月4日、階級をスーパーフライ級に戻し河野公平と戦うも、8R判定で敗れた。
その後原口清一（草加有沢）とフライ級、新田俊明（大橋）とスーパーフライ級、河野公平とバンタム級で戦うなどし5連勝。単身渡米しマック・クリハラの指導を受けた。
2006年4月10日、当初は小縣新（松田）が出場予定であったが網膜剥離で引退のため、名城信男が返上し空位の日本スーパーフライ級王座決定戦に出場。相澤国之を10R判定で破りデビュー9年目にして初のタイトルを獲得した。
2006年8月14日、有永政幸との初防衛戦でも10回判定で勝利し防衛に成功。
2007年2月12日、河野公平との防衛戦。1Rからダウンを奪われる苦しい展開になり10R判定で敗れ、失冠。
2007年7月13日、王者のホームタウンであるメキシコでクリスチャン・ミハレスの持つWBC世界スーパーフライ級王座に挑戦するが何も出来ず、10回レフェリーストップによりTKO負けを喫した。オープンスコアリングシステムにより公開された8ラウンドまでのスコアもミハレスのフルマークであった。
2007年11月23日、階級を上げ、日本バンタム級王者三谷将之に挑戦も、10R判定負けでタイトル奪取ならず。
2009年4月7日、石本康隆（帝拳）とのバンタム級8回戦に2-1の判定勝利を収めて再起を果たした。
2009年8月13日、渡辺才一（船橋ドラゴン）とのバンタム級8回戦では6Rにダウンを奪い、3-0の判定勝利を収めた。このプロ通算30戦目よりリングネームをサラリーマン徹平と改め、試合後には日本バンタム級12位に復帰したが、同年12月28日には日本バンタム級11位として同フライ級5位の吉田拳畤（ワタナベ）とスーパーフライ級8回戦を行い、0-3の判定負けを喫した。

## 戦績
- アマチュアボクシング：14戦9勝（3KO・RSC）5敗
- プロボクシング：38戦24勝（4KO）12敗（2KO）2分

| 戦           | 日付           | 勝敗 | 時間 | 内容     | 対戦相手                         | 国籍     | 備考                                  |
| ------------ | -------------- | ---- | ---- | -------- | -------------------------------- | -------- | ------------------------------------- |
| 1            | 1997年4月13日  | ☆    | 4R   | 判定     | 田中晋一（岩手三陸）             | 日本     |                                       |
| 2            | 1997年10月6日  | ☆    | 4R   | 判定     | 森田崇仁（ファイティング原田）   | 日本     |                                       |
| 3            | 1997年12月8日  | ☆    | 4R   | 判定     | 北川賢太（白井・具志堅S）        | 日本     |                                       |
| 4            | 1998年4月5日   | ☆    | 4R   | 判定     | 土門潤（JBスポーツ）             | 日本     |                                       |
| 5            | 1998年5月15日  | ☆    | 4R   | 判定     | 川野良和（協栄）                 | 日本     |                                       |
| 6            | 1998年7月3日   | ☆    | 1R   | KO       | 福田俊介（金子）                 | 日本     |                                       |
| 7            | 1998年8月28日  | ☆    | 2R   | KO       | 池田政光（渡嘉敷）               | 日本     |                                       |
| 8            | 1998年9月28日  | ★    | 4R   | 判定     | 大和田智士（北澤）               | 日本     |                                       |
| 9            | 1998年12月3日  | ★    | 6R   | TKO      | 濱口健一郎（ビクトリー）         | 日本     |                                       |
| 10           | 2000年12月6日  | ☆    | 6R   | 判定3-0  | 井口英樹（相模原ヨネクラ）       | 日本     |                                       |
| 11           | 2001年4月16日  | ☆    | 6R   | 判定3-0  | 松倉忍（トヤマ）                 | 日本     |                                       |
| 12           | 2001年8月22日  | ☆    | 8R   | 判定2-0  | 村松竜二（石川）                 | 日本     |                                       |
| 13           | 2001年11月28日 | ☆    | 8R   | 判定3-0  | 宮内智也（ランドS）              | 日本     |                                       |
| 14           | 2002年3月11日  | ☆    | 10R  | 判定3-0  | 村松竜二（石川）                 | 日本     |                                       |
| 15           | 2002年7月29日  | ☆    | 10R  | 判定2-1  | 升田貴久（三迫）                 | 日本     |                                       |
| 16           | 2002年12月11日 | ★    | 10R  | 判定0-3  | 内藤大助（宮田）                 | 日本     |                                       |
| 17           | 2003年4月29日  | ☆    | 3R   | KO       | ジャラットセーン・シンマナサック | タイ     |                                       |
| 18           | 2003年11月4日  | ★    | 8R   | 判定1-2  | 河野公平（ワタナベ）             | 日本     |                                       |
| 19           | 2004年5月23日  | ☆    | 2R   | TKO      | モンコンチャイ・シンマナサック   | タイ     |                                       |
| 20           | 2004年10月4日  | ☆    | 8R   | 判定2-0  | 原口清一（草加有沢）             | 日本     |                                       |
| 21           | 2005年4月6日   | ☆    | 8R   | 判定2-0  | 新田俊明（大橋）                 | 日本     |                                       |
| 22           | 2005年7月16日  | ☆    | 8R   | 判定3-0  | 河野公平（ワタナベ）             | 日本     |                                       |
| 23           | 2005年9月22日  | ☆    | 10R  | 判定3-0  | ビホック・ジョッキージム         | タイ     |                                       |
| 24           | 2006年4月10日  | ☆    | 10R  | 判定3-0  | 相澤国之（三迫）                 | 日本     | 日本スーパーフライ級王座決定戦        |
| 25           | 2006年8月14日  | ☆    | 10R  | 判定3-0  | 有永政幸（大橋）                 | 日本     | 日本スーパーフライ級王座防衛①         |
| 26           | 2007年2月12日  | ★    | 10R  | 判定0-3  | 河野公平（ワタナベ）             | 日本     |                                       |
| 27           | 2007年7月13日  | ★    | 10R  | TKO      | クリスチャン・ミハレス           | メキシコ | WBC世界スーパーフライ級タイトルマッチ |
| 28           | 2007年11月23日 | ★    | 10R  | 判定0-3  | 三谷将之（高砂）                 | 日本     | 日本バンタム級タイトルマッチ          |
| 29           | 2009年4月7日   | ☆    | 8R   | 判定2-1  | 石本康隆（帝拳）                 | 日本     |                                       |
| 30           | 2009年8月13日  | ☆    | 8R   | 判定3-0  | 渡辺才一（船橋ドラゴン）         | 日本     |                                       |
| 31           | 2009年12月28日 | ★    | 8R   | 判定0-3  | 吉田拳畤（ワタナベ）             | 日本     |                                       |
| 32           | 2010年5月20日  | ☆    | 8R   | 判定3-0  | 永安潤之介（川島）               | 日本     |                                       |
| 33           | 2010年8月11日  | ★    | 8R   | 判定0-3  | 山田卓哉（真正）                 | 日本     |                                       |
| 34           | 2011年1月28日  | ★    | 8R   | 判定1-2  | 藤原陽介（ドリーム）             | 日本     |                                       |
| 35           | 2011年6月24日  | △    | 3R   | 負傷引分 | 石崎義人（真正）                 | 日本     |                                       |
| 36           | 2011年9月24日  | △    | 8R   | 判定1-0  | 高橋竜也（ヤマグチ土浦）         | 日本     |                                       |
| 37           | 2012年2月10日  | ★    | 5R   | TKO      | 船井龍一（ワタナベ）             | 日本     |                                       |
| 38           | 2012年12月10日 | ★    | 2R   | TKO      | 椎野大輝（三迫）                 | 日本     |                                       |
| テンプレート |                |      |      |          |                                  |          |                                       |

## 獲得タイトル
- 第31代日本スーパーフライ級王座（防衛1）